# Isopogon uncinatus
Isopogon uncinatus är en tvåhjärtbladig växtart som beskrevs av Robert Brown. Isopogon uncinatus ingår i släktet Isopogon och familjen Proteaceae. Inga underarter finns listade i Catalogue of Life.